# Ramal ferroviario Temperley-Villa Elisa
El Ramal Temperley - Bosques - Gutiérrez - Villa Elisa, denominado oficialmente como Ramal R-37 pertenece al Ferrocarril General Roca, Argentina.

## Servicios
En la actualidad, la empresa Trenes Argentinos Operaciones presta servicios eléctricos: por la "Vía Circuito", Constitución a Bosques eléctrico, y entre Bosques y Gutiérrez desde 2017 circulan trenes diésel remolcados de tres coches ida y vuelta (los cuales antes de la electrificación de la vía Varela eran de siete coches y eran entre Constitución o desde Temperley hasta Gutiérrez intercalados con los de vía Ranelagh y locales a Bosques solamente), abasteciendo los partidos de Lomas de Zamora, Almirante Brown, Florencio Varela y Berazategui. Entre las estaciones Gutiérrez y Villa Elisa se encuentra inactivo el ramal desde las privatizaciones de 1993 para el servicio de pasajeros, que anteriormente lo hacía la empresa Ferrocarriles Argentinos / FEMESA con los servicios Constitución - La Plata via Temperley. El motivo de la quita de los servicios con pasajeros fue principalmente por el calamitoso estado de las vías y terraplén inestable a la altura de las zonas de las escuelas de suboficiales Juan Vucetich y escuela de suboficiales Dantas, desde hace 32 años la CNRT decidió arbitrariamente que los trenes con pasajeros culminaran en Bosques (entre 1993 y 1995) y luego en Gutiérrez (desde 1995 hasta la actualidad) y de Gutiérrez en adelante sólo cargas, traslados y algún desvío especial por accidentes o siniestros en la vía Quilmes; actualmente circulan trenes de cargas de NCA, Ferrosur Roca y Trenes Argentinos Cargas (también traslados de coches eléctricos a tracción con locomotoras hasta y desde talleres Tolosa).
Anteriormente, este ramal conjunto con el Temperley-Haedo fue trazado y usado por el Ferrocarril Oeste logrando que formaciones de Haedo llegaran hasta La Plata pasando por estas estaciones. Su nacionalización hizo que pasara a la línea Gral. Roca y hasta 1990 se inactivaran varios puentes que lograban esa comunicación con Haedo y La Plata.
Muy a futuro está proyectada la reactivación para pasajeros, volviendo a darles la oportunidad a los usuarios de la vía Varela conectar con localidades platenses y con la capital provincial. Principalmente previo a todo se están realizando estudios de hidrología y de terraplenes desde noviembre de 2021, y si todo da resultados satisfactorios (cuando se terminen obras en ejecución y prioritarias en el ramal a La Plata, vía circuito y vía Varela, con previa licitación por supuesto), se renovarán las vías entre empalme Bosques y empalme Villa Elisa, primero renovarán una vía y después la otra; terminada esa renovación se efectuará la electrificación (otra licitación aparte) con cables de sostén, hilo de contacto, ménsulas, herrajes, contrapesas y colocación de columnas de fibrocemento en lugares que falten, y para cantones, el ramal ya cuenta con columnas metálicas tipo Renfe colocadas en el año 1988 entre empalme Temperley y casi llegando a Ringuelet, con el primer proyecto de electrificación entre Temperley y La Plata (proyecto anulado con el fin del gobierno de Raúl Alfonsín y principios del gobierno Menemista)[cita requerida].
Desde octubre de 2024, se comenzaron a colocar ménsulas nuevas para posteriormente electrificar desde el empalme de Bosques en adelante por lo que además actualmente se está renovando infraestructura de vía doble hasta Gutiérrez. Y existe una posibilidad a futuro que se haga en segunda etapa lo mismo hasta el empalme de Villa Elisa, reactivándose así la totalidad del tramo entre empalmes.

## Combinaciones con otras líneas
1. Estación Temperley: Eléctrico a Constitución/A. Korn/Ezeiza y diésel a Haedo
2. Estación Bosques: Eléctrico a Berazategui
3. Estación Villa Elisa: Eléctrico a La Plata/Constitución

## Estaciones
| Estación             | Km. desde Constitución | N.º de andenes | Distrito                    | Notas |
| -------------------- | ---------------------- | -------------- | --------------------------- | --- |
| Temperley            | 16.8                   | 10             | Partido de Lomas de Zamora  | Combinación con ramales a estaciones Plaza Constitución (Vía Temperley), Ezeiza, Alejandro Korn y Haedo. Proximidad con rutas provinciales 16 y 49                  |
| José Mármol          | 19.3                   | 3              | Partido de Almirante Brown  | Enlace con ramal a Haedo y Caseros. Proximidad con Ruta Provincial 210                                                                                              |
| Rafael Calzada       | 21.4                   | 2              | Partido de Almirante Brown  | |
| Claypole             | 23.4                   | 4              | Partido de Almirante Brown  | Cabecera intermedia permanente hasta 2017, cabecera esporádica luego. Proximidad con Ruta Provincial 4                                                              |
| Ing. Dante Ardigó    | 26.7                   | 2              | Partido de Florencio Varela | Inaugurada como Parada Km. 26,700 |
| Florencio Varela     | 29.5                   | 3              | Partido de Florencio Varela | Cabecera intermedia |
| Estanislao Zeballos  | 30.9                   | 2              | Partido de Florencio Varela | Cercanía con cruce bajo el ex Ferrocarril Provincial de Buenos Aires                                                                                                |
| Bosques              | 33.5                   | 3              | Partido de Florencio Varela | Cabecera intermedia. Combinación con ramal a Estación Constitución (Vía Quilmes) y a Juan M. Gutiérrez. Fin de tendido eléctrico. Proximidad con Ruta Provincial 36 |
| Santa Sofía          | 35.3                   | 2              | Partido de Florencio Varela | |
| Juan María Gutiérrez | 37.9                   | 2              | Partido de Berazategui      | Cabecera final del servicio urbano. Proximidad con Rotonda Gutiérrez/Alpargatas (cruce de las Rutas provinciales 1, 2, 36 y el Acceso Gutiérrez (RN A004))          |
| Juan Vucetich        | 42.4                   | 2              | Partido de Berazategui      | Inactiva desde 1995 |
| Villa Elisa          | 48.5                   | 3              | Partido de La Plata         | Estación intermedia del Ramal Constitución-La Plata |